# Божић једне мачке
Божић једне мачке (енгл. The Nine Lives of Christmas) америчка је божићна романтична комедија снимљена 2014. године, написала га је Нанси Силверс по књизи Шиле Робертс. Режирао га је Марк Жан, а главне улоге тумаче Брандон Раут и Кимберли Састад. Филм је премијерно приказан 8. новембра 2014. на каналу Холмарк.  

## Радња
Ватрогасац Закари је увек спреман да помогне људима, али пошто однос својих родитеља памти по сукобу, противи се обавезама. Купује куће као инвестицију, реновира их у слободно време, продаје и купује нове, дугорочне обавезе избегава. Воли да излази и виђа се са манекенком, али не верује у брак. За разлику од њега, Марили има романтичан поглед на свет. Одговорна је, власница мачке Квини, иако живи у стамбеном комплексу у коме су забрањени кућни љубимци. За време студија ветерине, обећава себи да се ни са ким неће упустити у везу док не започне каријеру. Зак наилази на мачку Амброуз коју је напао велики пас, након што је спаси она одлучује да се пресели код њега.

## Улоге
| Глумац          | Улога   |
| --------------- | ------- |
| Брандон Раут    | Закари  |
| Кимберли Састад | Марили  |
| Грегори Харисон | Шеф Сам |
| Челси Хобс      | Блер    |
| Стефани Бенет   | Џејклин |
| Далијас Блејк   | Марк    |
| Шон Тајсон      | Реј     |
| Кери Фихан      | Кајл    |
| Никол Фресине   | Ана     |
| Алисон Араја    | Луси    |
| Џајлс Пантон    | Крејг   |
| Џенифер Чеон    | Сара    |

## Снимање
Филм је снимљен у Лангли, посвећен је љубитељима мачака по којима је препознатљив. Радња је заснована на божићној причи Шиле Робертс. Филм је био паралелан са пројектом кућних љубимаца компаније Crown Media Family Networks. Извршна потпредседница програмирања Crown Media Holdings Мишел Викари наводи да филм не шаље само празничну поруку, већ и усвајања љубимаца. Састад је изјавила да јој је омиљена сцена из филма последња, описујући је као веома романтичну. Филм је премијерно приказан 8. новембра 2014. на Холмарку.

## Критика
Давид Рап из Kirkus Reviews је филм оценио позитивно, а Ненси Силверс, ћерка комичара Фила Силверса, је изјавила да филм представља добру адаптацију књиге. Кони Ванг из часописа Parade га је навела као свој омиљени празнични филм на каналу Холмарку. Њујорк тајмс је филм такође позитивно оценио. Блер Ерскин из The List га је сврстала међу најбољим Холмарковим филмовима. Брук Арнолд из The Catington Post је филм поставила на првом месту по гледаности. Кристина Лоц из I Heart Cats га је навела међу својим омиљеним празничним филмовима. Седам година након премијере, по рецензијама Fansided, филм је и даље био међу омиљен празничним филмова гледалаца.